# صربيا ضد ألبانيا (تصفيات بطولة أمم أوروبا 2016)
أقيمت المباراة بين صربيا وألبانيا، ضمن تصفيات بطولة أمم أوروبا 2016، وذلك في ملعب بالعاصمة الصربية بلغراد بتاريخ 14 أكتوبر 2014، حيث ألغيت المباراة بين الفريقين بسبب وقوع حالة شغب جماعية داخل الملعب وخارجه، حيث هتف المشجعون الصرب المعادون للألبان بعبارة: «اقتلوا، اقتلوا الألباني»، وتسببت بذلك شحن جماهيري ورمي قنابل ضوئية والأدوات المؤذية على أرضية الملعب، وسبب هذا الشجار العنيف هي أن طائرة رباعية بدون طيار، حملت لافتة قومية سياسية ألبانية والتي تحمل خريطة ألبانيا الكبرى على أرضية الملعب.

## بداية الشغب
بعد أن استطاع ستيفان ميتروفيتش التقاط الطائرة بدون طيار والتي حملت لافتة سياسية معادية للصرب نزول طائرة بدون طيار ولافتة سياسية محاولاً إزالتها، بدأت الشجار حينما تدخل لاعب ألبانيا بيكيم بالاي وأخذ لافتة سياسية من يد ميتروفيتش، وأدى ذلك لاقتحام مشجعي المنتخب الصربي أرضية الملعب وتدخل أفراد الأمن، والذين بدأوا بالهجوم على بعض لاعبي المنتخب الألباني، حيث أصابوا 4 لاعبين بجروح طفيفة، بالإضافة للاشتباكات بين المشجعين الصرب وقوات الأمن.

## اتهامات متبادلة
أدعى اتحاد الكرة الألباني أن لاعبيه تعرضوا للإعتداء من قبل حُكام المباريات وشرطة مكافحة الشغب، وقدم مسؤولي اتحاد الكرة الصربي إدعاء مضاداً واتهمت طاقم المنتخب الألباني من لاعبين وإداريين بالإستفزاز.

## موقف اتحاد الكرة
بعد حادثة الشغب في بلغراد، وبالتحديد يوم الجمعة بتاريخ 24 أكتوبر 2014، منح الاتحاد الأوروبي لكرة القدم (يويفا) فوزاً للمنتخب الصربي بنتيجة 3 أهداف مقابل لا شئ، والسبب أن المنتخب الألباني رفض استكمال المباراة، ورغم هذا تم خصم 3 نقاط من المنتخب الصربي، وأمرت يويفا بلعب مباراتين متتاليين على الأراضي الصربية بدون جمهور، وتم فرض الغرامة لصربيا وألبانيا 100 ألف يورو، تم استئناف القرار لكلا من اتحاد الكرة الصربي والألباني، وتم تأييد القرار من يويفا، ورغم القرار قدمت اتحاد الكرة الصربي والألباني لمحكمة التحكيم الرياضي شكوى أحداث المباراة وخلفية قرار اليويفا ، وفي تاريخ 10 يوليو 2015، رفضت محكمة التحكيم الرياضي الاستئناف المقدم من الاتحاد الصربي لكرة القدم بشكل كامل، وأيدت جزئياً الاستئناف المقدم من اتحاد الكرة الألباني، وقضت المحكمة التحكيم الرياضي بأن إلغاء المباراة كانت بسبب الإخفاقات الأمنية الصربية من جانب المنظمين، وأعمال شغب والتي مارسها المشجعون الصرب وأحد أفراد الأمن ضد بعض لاعبي المنتخب الألباني، وبالتالي ألغت نتيجة صربيا وأعطيت الفوز للمنتخب الألباني بنتيجة 3 أهداف مقابل لا شئ، وأبقت قرار لعب مباراتين متتاليين في الأراضي الصربية بدون جمهور.